# Cerocala oppia
Cerocala oppia  là một loài bướm đêm trong họ Erebidae.